# Sport Laulara e Benfica
A Associação Desportiva Sport Laulara e Benfica, conhecida também como Benfica Laulara, é uma agremiação timorense sediada no distrito de Laulara, em Aileu.
Disputa atualmente a divisão principal da Liga Futebol Timor-Leste, no masculino, e da Liga Feto Timor, no feminino.
Notavelmente, possui o ex-primeiro-ministro do país, Xanana Gusmão, como presidente do clube.

## Campeonatos
- 2005-06: Eliminado na 2ª fase
- 2015-16: Campeão
- 2017: 4º lugar
- 2018: 5º lugar
- 2019: 5º lugar
- 2020-21: 4º lugar
- 2022-23: Em disputa

## Atletas notáveis
- Augusto Ramos Soares[2]
- Águeda Amaral[2]